# Kuo Jung Tsai
Kuo Jung Tsai (chinesisch 蔡國榮 / 蔡国荣, Pinyin Cài Guóróng, W.-G. Tsai Kuo-jung, Jyutping Coi3 Gwok3wing4; * 1951 in Shunde, Provinz Guangdong, China) ist ein chinesischer Filmkritiker und Drehbuchautor, der für sein Mitwirken an Tiger and Dragon unter anderem für einen Oscar nominiert wurde. 

## Leben
Er studierte an der National Taiwan University of Arts und wurde später Journalist, unter anderem schrieb er für die China Times. Seit 1975 arbeitete er als Filmkritiker für verschiedene Medien und zwei Jahre später verfasste er ein Drehbuch für eine TV-Serie. Derzeit (Stand 2014) unterrichtet er an seiner Alma Mater sowie an der Shih Hsin University in Taipeh.

## Filmografie
- 1983: Calamity of Snakes
- 2000: Tiger and Dragon

## Auszeichnungen
Für Tiger and Dragon:
Gewonnen
- 2001: Hugo Award
- 2002: Nebula Award

Nominiert
- 2000: Golden Horse Film Festival
- 2001: BAFTA Film Award, Saturn Award, Hong Kong Film Award, WGA Award, Oscar